# Урош Голубович
Урош Голубович (на сръбски: Урош Голубовић) е бивш сръбски футболист, вратар, юноша на Рад (Белград). Шампион на България с Лудогорец (Разград).

## Кариера
В началото на юни 2008 г. подписва 3-годишен договор с Литекс. С „оранжевите“ печели две шампионски титли, една купа и една суперкупа на страната. След изтичане на договорът му нов такъв не му е предложен и Голубович става свободен агент. На 2 юни 2011 г. подписва с Лудогорец (Разград). През първия си сезон в Лудогорец става шампион и носител на купата на България.
През 2013 г. е освободен от Лудогорец. След като не успява да си намери отбор, слага край на кариерата си и става футболен агент.

## Успехи
ФК Леотар
- Шампион на Босна и Херцеговина за 2003 г.

 Литекс Ловеч
- Шампион (2) - 2009-10, 2010-11
- Купа на България - 2009
- Суперкупа на България - 2010

 Лудогорец (Разград)
- Шампион - 2011-12
- Купа на България - 2011/12
- Суперкупа на България - 2012